# Unabhängigkeitspalast

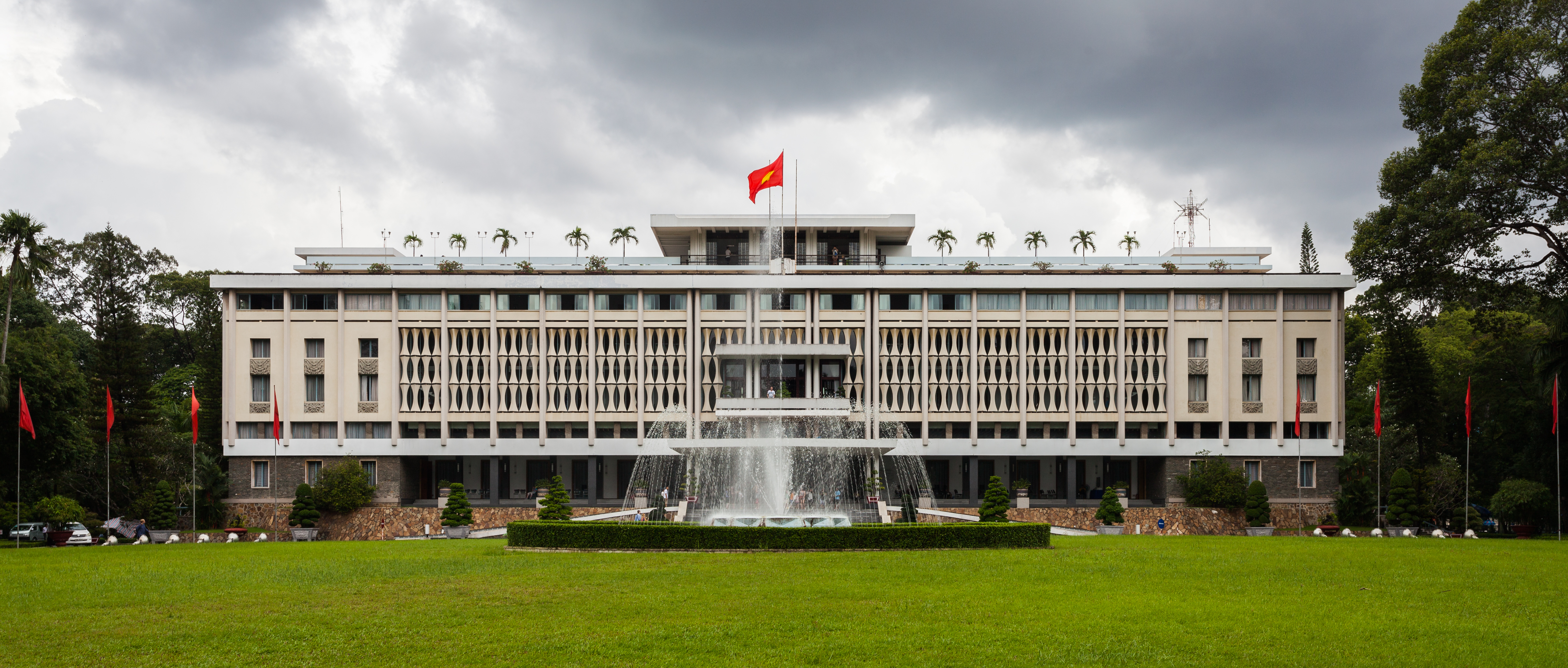
Wiedervereinigungspalast in Ho-Chi-Minh-Stadt

Der Wiedervereinigungspalast (vietnamesisch Hội trường Thống Nhất), 1955 bis 1975 Unabhängigkeitspalast (vietnamesisch Dinh Độc Lập), ist ein Wahrzeichen in Ho-Chi-Minh-Stadt im Staat Vietnam. Das Gebäude wurde auf dem Platz des früheren Norodom-Palastes erbaut. Konzipiert durch den Architekten Ngo Viet Thu stellte es die Residenz und den Arbeitsplatz des Präsidenten von Südvietnam während des Vietnamkrieges dar. Der Palast war der Ort, an dem das Ende des Vietnamkrieges besiegelt wurde. Dies passierte nach dem Fall von Saigon (heute Ho-Chi-Minh-Stadt) am 30. April 1975, als ein Panzer der Vietnamesischen Volksarmee die Tore durchbrach.

## Französische Kolonialzeit
Im Jahr 1858 startete Frankreich einen Angriff auf Da Nang, was den Beginn der französischen Invasion Vietnams bedeutete. 1867 beendete Frankreich die Eroberung von Südvietnam (Cochinchina), das aus den Provinzen Biên Hoà, Gia Định, Định Tường, Vĩnh Long, An Giang, und Hà Tiên bestand. Um die neue Kolonie zu festigen, hielt der Gouverneur von Cochinchina, Lagrandière, am 23. Februar 1868 eine Zeremonie zur Grundsteinlegung eines neuen Palastes. Dieser sollte den alten 1863 gebauten Holz-Palast ersetzen. Das Gebäude wurde von Achille-Antoine Hermitte, der auch Architekt der Hongkong City Hall gewesen war, geplant. Der erste würfelförmige Stein, der 50 cm entlang jeder Kante maß, hatte Einkerbungen, welche französische Gold- und Silbermünzen beinhalteten. Diese bildeten die Statue von Napoleon III. ab und kamen aus Biên Hòa.
Der Komplex erstreckte sich über eine Fläche von 12 Hektar. Er inkludiert einen Palast mit einer 80 Meter breiten Fassade, einen Gästetrakt für 800 Personen sowie einen weitläufigen Garten, der mit Rasen und grünen Bäumen bedeckt ist. Die meisten Materialien wurden aus Frankreich importiert. Aufgrund des Deutsch-Französischen Krieges fiel der Baufortschritt hinter den Plan zurück, sodass das Gebäude erst 1873 fertiggestellt werden konnte. Der Palast wurde wie auch die Straße davor nach dem damaligen König von Kambodscha, Norodom I., benannt. In den Jahren 1871–1887 nutzten die französischen Gouverneure von Cochinchina den Palast, der daher auch den Beinamen Gouverneurs-Palast erhielt. In den folgenden Jahren bis 1945 unterhielt der Gouverneur für die gesamte Kolonie Französisch-Indochina seine Residenz im Palast. Der Sitz des Gouverneurs von Cochinchina wurde dabei in eine nahe Villa verlegt.

## Zweiter Weltkrieg
Am 9. März 1945 besiegte das Japanische Kaiserreich Frankreich in Französisch-Indochina und ersetzte es in einem erfolgreichen Putsch. Der Norodom-Palast wurde dabei der Sitz der japanischen Kolonialbeamten. Am 2. September 1945 wurde der Vertrag zur japanischen Kapitulation auf der Missouri unterzeichnet. Dadurch wurde die vormalige Position Frankreichs in Vietnam wiederhergestellt, wobei der Norodom-Palast erneut der Sitz der Verwaltung wurde.

## Nachkriegszeit
Am 7. Mai 1954 kapitulierten die französischen Kräfte in Indochina gegenüber den Viet Minh, nachdem diese in der Schlacht von Điện Biên Phủ einen entscheidenden Sieg errungen hatten. Dies markierte das Ende des Ersten Indochinakrieges. Als Folge der Kapitulation unterzeichnete Frankreich die Indochina-Verträge und zog die Truppen aus Indochina zurück. In diesen wurde beschlossen, dass Vietnam zwei Jahre lang, bis 1956, entlang des 17. Breitengrades geteilt werden sollte. Danach sollten gesamtvietnamesische Wahlen abgehalten werden. Nordvietnam wurde durch die kommunistischen Viet Minh kontrolliert, während der Süden von Anti-Kommunisten regiert wurde. Am 7. September 1954 wurde der Norodom-Palast durch den französischen Repräsentanten General Paul Ély übergeben an den südvietnamesischen Premierminister Ngô Đình Diệm.
1955 besiegte Diêm den früheren Kaiser und damaligen Staatschef Bảo Đại in einer manipulierten Volksabstimmung. Ngô Đình Diệm erklärte sich selbst zum Präsidenten der neu proklamierten Republik Vietnam und ließ das Gebäude in Unabhängigkeitspalast umbenennen. Nach Feng Shui steht der Palast am Kopf des Drachen, weshalb er auch Palast des Drachenkopfes genannt wurde.

## Vietnamkrieg
Am 27. Februar 1962 rebellierten zwei Piloten der südvietnamesischen Luftwaffe, Nguyễn Văn Cử und Phạm Phú Quốc, die zwei A-1 Skyraider zum Palast flogen und diesen bombardierten, anstatt den Vietcong anzugreifen. Dabei wurde fast der gesamte linke Flügel zerstört. Trotzdem überlebten Diem und seine Familie das Attentat. Da es nahezu unmöglich war, das Gebäude in den alten Zustand zu versetzen, ließ Diem es abreißen und gab eine neue Residenz in Auftrag. Die Pläne für den neuen Palast stammten von Ngô Viết Thụ, der 1955 den Prix de Rome gewonnen hatte.
Der Bau des neuen Unabhängigkeitspalasts begann am 1. Juli 1962. Währenddessen übersiedelten Diem und seine Familie in den Gia Long-Palast (=heutiges Ho Chi Minh Stadt Museum). Diem konnte die fertige Halle jedoch niemals begutachten, da er und sein Bruder und Chefberater Ngo Dinh Nhu bei einem Staatsstreich unter der Führung von General Duong Van Minh im November 1963 getötet wurden.
Die fertiggestellte Halle wurde vom Vorsitzenden des nationalen Führungskomitees, General Nguyễn Văn Thiệu, der zu diesem Zeitpunkt auch Oberhaupt eines Militärtribunals war, eingeweiht. Die Unabhängigkeitshalle diente seit Oktober 1967 als Thieus Wohnsitz und Arbeitsplatz. Als die kommunistischen Kräfte im Rahmen der Frühjahrsoffensive im entscheidenden Ho-Chi-Minh-Feldzug nach Süden schwenkten, verließ Thieu am 21. April 1975 das Land.
Am 8. April 1975 flog Nguyen Thanh Trung, ein Pilot der südvietnamesischen Luftstreitkräfte und unentdeckter kommunistischer Spion, mit einer F-5E vom Fliegerhorst in Bien Hoa einen Luftangriff, wobei jedoch kein signifikanter Schaden verursacht wurde. Um 10:45 des 30. April 1975 durchbrach ein nordvietnamesischer Panzer die Tore des Palastes. Dies markierte das Ende des Vietnamkrieges.
Im November 1975 wurde der Palast durch die provisorische Revolutionsregierung Südvietnams in Wiedervereinigungspalast umbenannt, nachdem die Verhandlungen zwischen Nord- und Südvietnam vollendet waren worden.

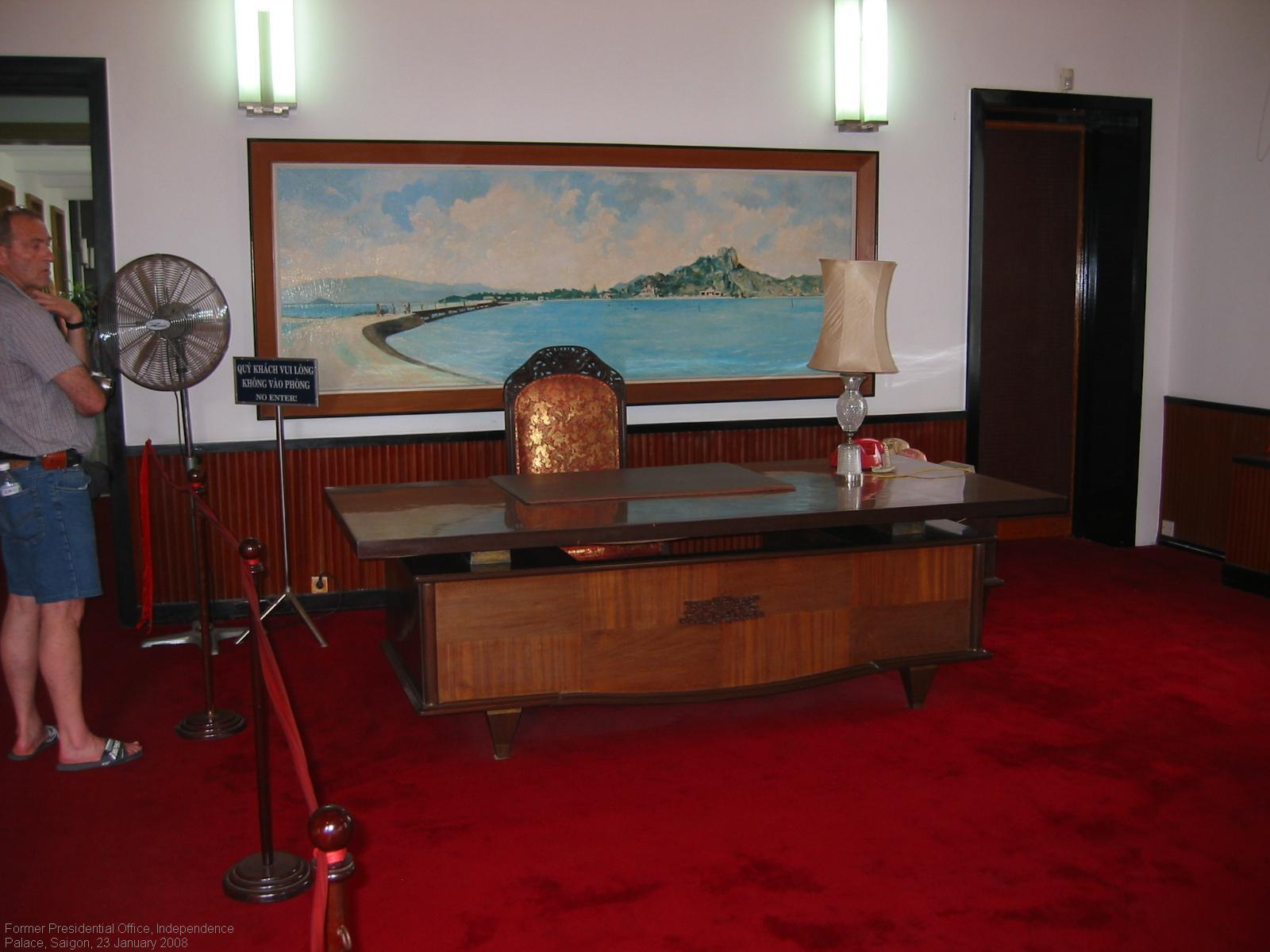
Das Präsidentenbüro
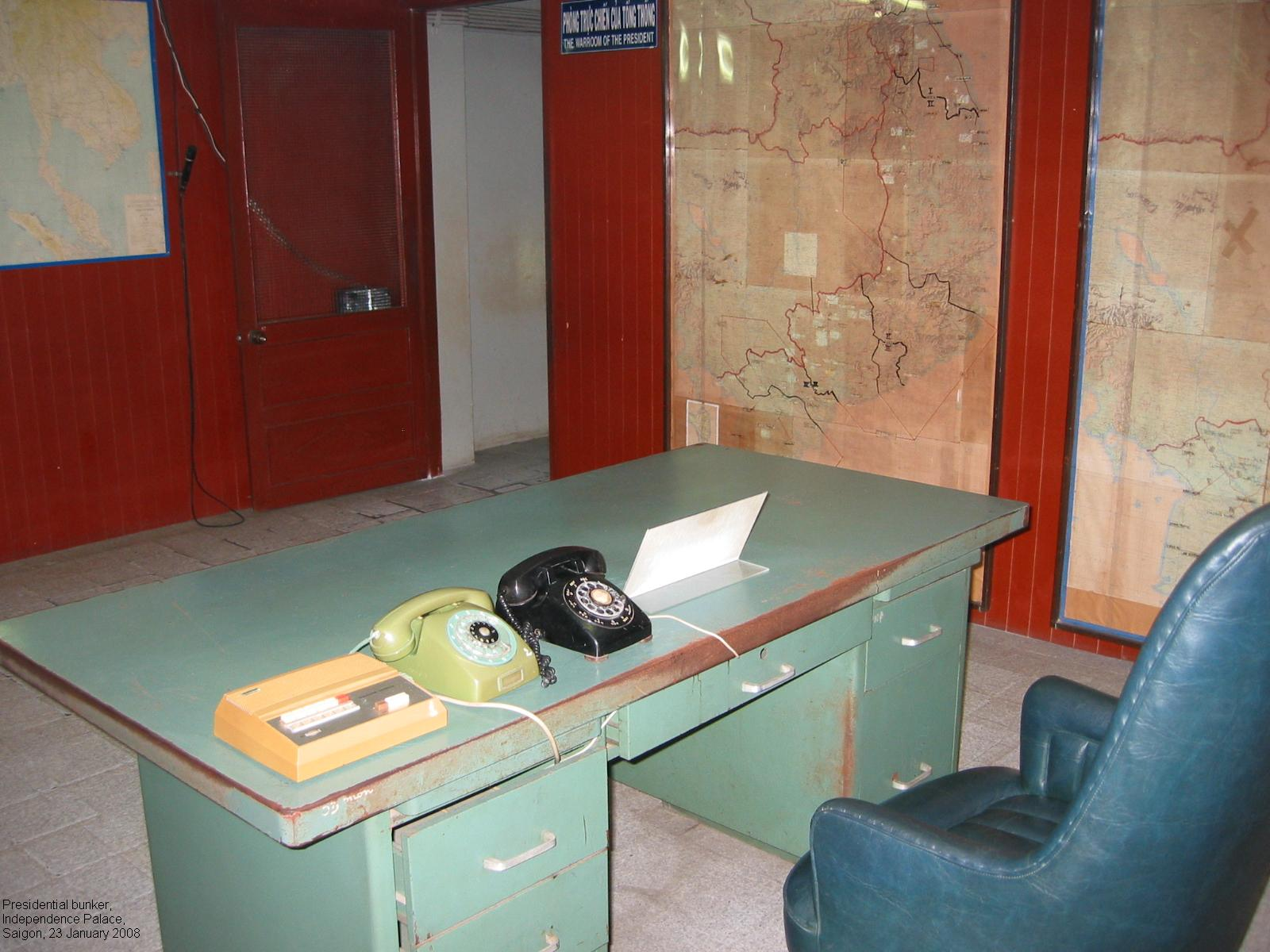
Der alte Raum für den Kriegsfall unter dem Palast
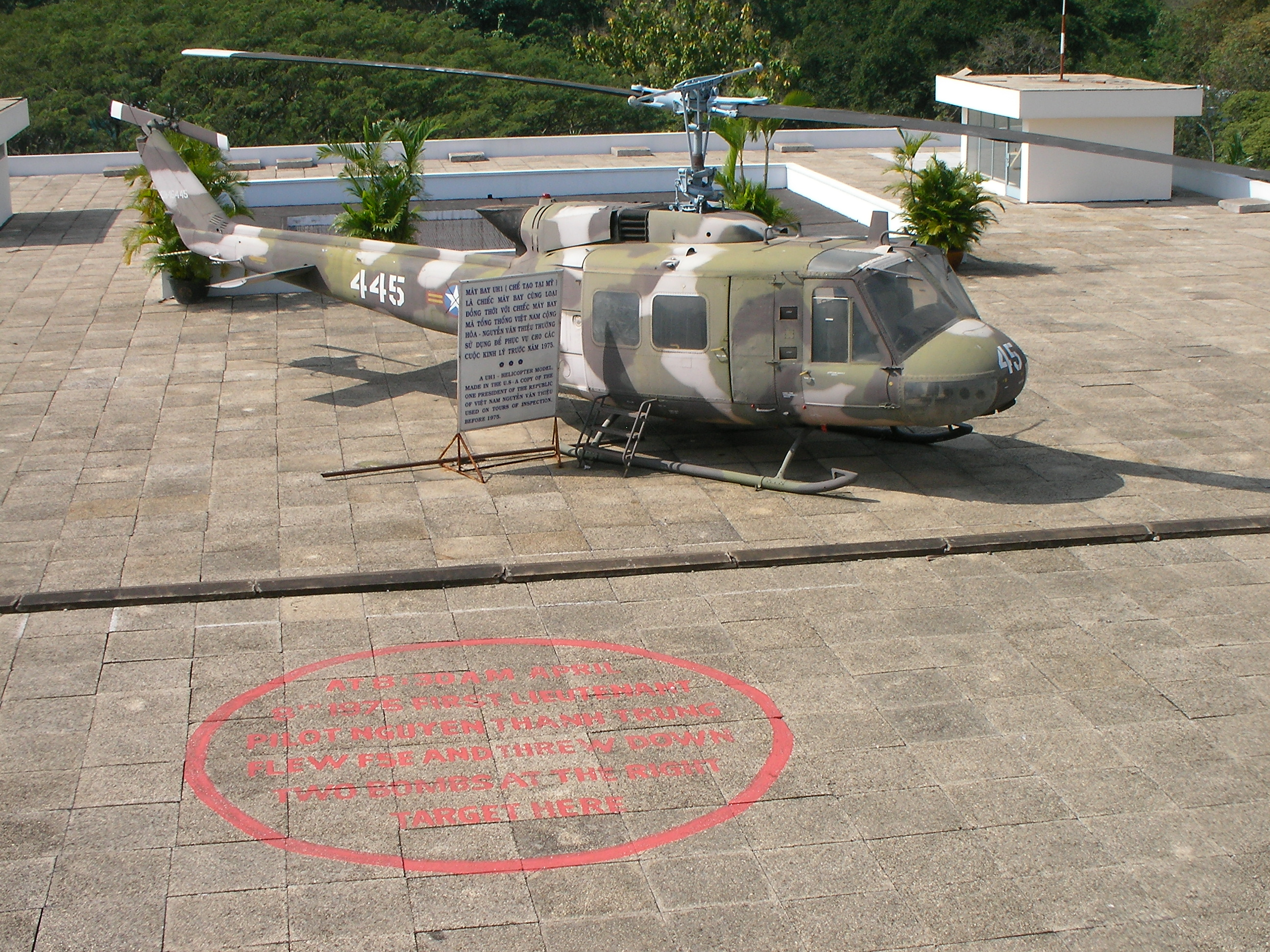
Das Dach des Palastes
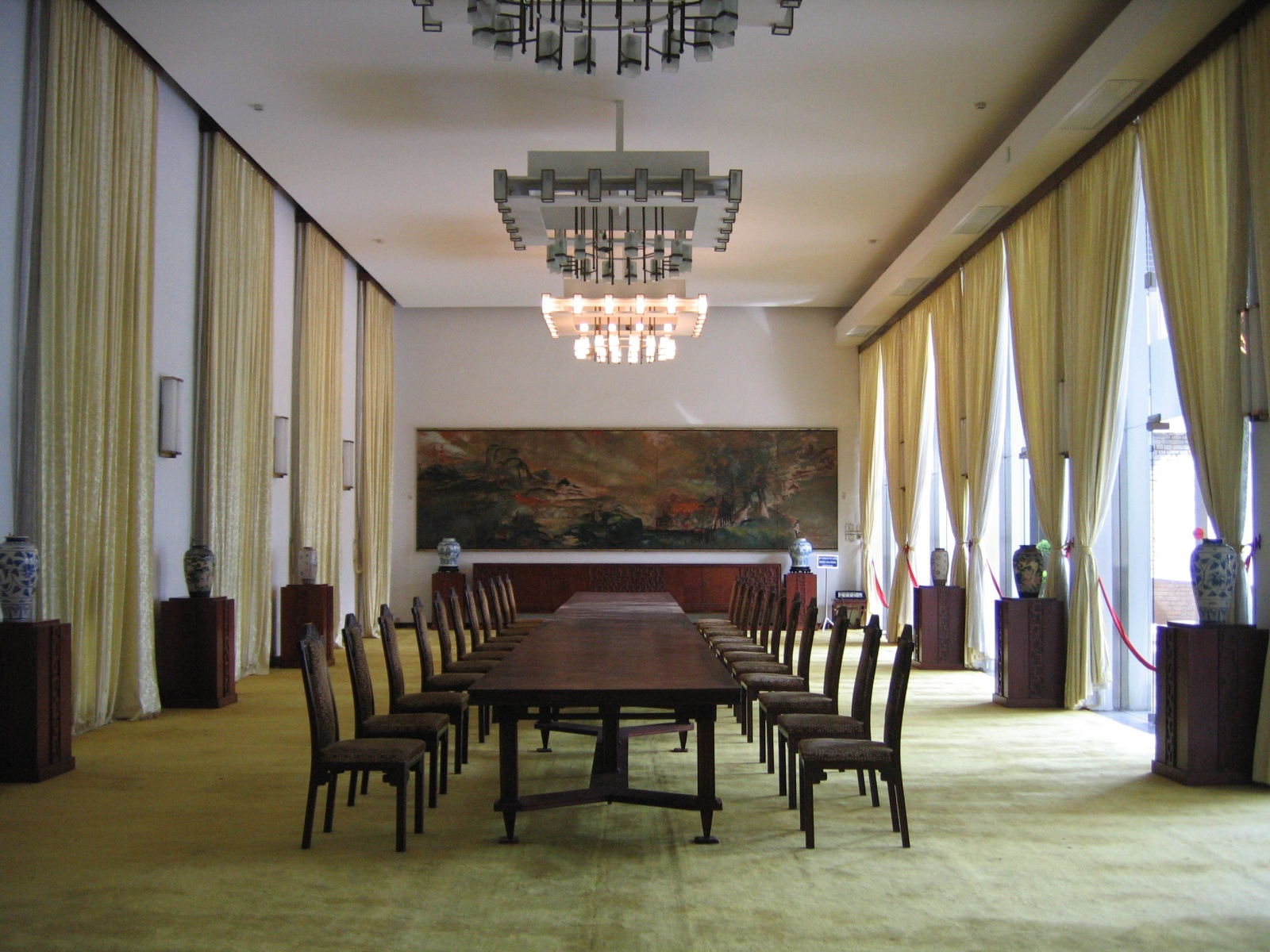
Der Bankettsaal innerhalb des Palastes